# Nobuko Jashima
Nobuko Jashima (麝嶋 伸子, Jashima Nobuko), née le 26 décembre 1959, est une joueuse internationale de football japonaise.

## Biographie
Le 6 septembre 1981, elle fait ses débuts avec l'équipe nationale japonaise, lors d'un match contre l'Angleterre. Il s'agit de sa seule et unique sélection en équipe du Japon.

## Statistiques
Le tableau ci-dessous présente les statistiques de Nobuko Jashima en équipe nationale :
| Équipe du Japon | Équipe du Japon | Équipe du Japon |
| Année           | Matchs          | Buts            |
| --------------- | --------------- | --------------- |
| 1981            | 1               | 0               |
| Total           | 1               | 0               |